# Josef Kaiser (Uhrmacher)
Josef J. Kaiser (* 7. März 1874; † 1. November 1940) war ein badischer Unternehmer und Industrieller in der Uhrenproduktion im Schwarzwald.

## Leben und Karriere
Josef Kaiser wurde 1874 als Sohn des Franz-Joseph Kaiser (geb. 1845) in eine badische Uhrmacherfamilie geboren, die sich mit Johann Kaiser bis in das 17. Jahrhundert zurückverfolgen lässt und im vorderösterreichischen Schwarzwald ansässig war. Es ist möglich, dass die Familie ursprünglich aus Vorarlberg stammte.
Nach einer Ausbildung in der „Uhrenfabrik Lenzkirch“ im Hochschwarzwald, die sich im Besitz der Familie Tritscheller befand, sammelte Kaiser Arbeitspraxis in England, in der Schweiz, in München und in Moskau. Josef Kaiser wechselte 1914 zur Uhrenfabrik Villingen und kaufte nach deren Konkurs den Werkteil Niedereschach (vormals W. Jerger). Im Krieg musste Kaiser Rüstungsproduktion übernehmen.
Nach dem Krieg stellte Kaiser die Fertigung wieder auf Uhren um und führte dabei wie andere Uhrenhersteller dieser Zeit auch Fließbandarbeit ein. Im Jahr 1925 wurden 215 Mitarbeiter beschäftigt. Die Firma Kaiser gehörte damit noch zu den kleineren Uhrenfabriken des Schwarzwaldes. Ende der 1920er Jahre gehörte sie im Raum Villingen und Schwenningen zu den größeren Uhrenherstellern. Der Raum Villingen/Schwenningen war damals neben Schramberg ein Zentrum der deutschen Uhrenindustrie. In den 1930er Jahren wurde bei Kaiser eine Tagesfertigung von etwa 6.000 Weckern erreicht, ein durchaus respektabler Wert in dieser Zeit.
Das Fertigungsprogramm wurde zunehmend breit aufgestellt. Im Jahre 1925 wurde die „Schwarzwälder Spezialuhrenfabrik G.m.b.H.“ in Mönchweiler erworben. Kaiser erwqarb 1932 nach dem Konkurs die BADUF (Badische Uhrenfabriken Furtwangen) sowie einige kleinere Zulieferbetriebe. Kaiser übernahm von der Badischen Uhrenfabrik die Abteilung für Rundfunktechnik. Für diesen Geschäftsbereich wurden weitere Tochterfirmen wie die „Kaiser Uhren und Apparatebau“ mit Zweigwerken in Furtwangen, Kenzingen, Simonswald und Haslach gegründet. Die Uhren wurden unter der eigenen Marke „Kaiser“, aber auch unter Händlermarken, wie „Madison“, „Monarch“, „Universe“, „Unicorn“, „Puck“,„Brilliant“ etc. vertrieben. Das Logo der Firma Kaiser war ein Kreis mit stehenden Raute, der die Unterschrift von Josef Kaiser trug. Die stehende diamantförmige Raute geht auf das Firmenzeichen der Familie Jerger zurück und wurde von der Firma Kaiser ergänzt und weiter geführt. Kaiser siegelte mit der Raute auch innerhalb eines altertümlichen Zifferblatts bzw. innerhalb eines stilisierten Zahnrades stehend.
Trotz des starken Wettbewerbs arbeitete Kaiser eng mit seinen größten Konkurrenten wie z. B. Kienzle Uhren oder Mauthe zusammen und setzte auf strategische Allianzen beim Export und Vertrieb. Dazu gehörten auch (illegale) Preisabsprachen mit den befreundeten Familien Kienzle und Junghans.
Kaiser war stark in der Verbandsarbeit engagiert. Eine Ernennung zum badischen Kommerzienrat während des Ersten Weltkrieges lehnte er ab. Josef Kaiser gilt als großzügiger Spender und Stifter der katholischen Kirche so unterstützte der u. a. das Freiburger Münster, die technischen Hochschulen in Karlsruhe und engagierte sich im Reitsport.
Josef Kaiser starb 1940. 1937 wurde der Sohn Franz Josef Kaiser zum Geschäftsführer bestellt. Kollektivprokura erhielten Ing. Oskar Kaiser, Rudolf Kaiser und Edwin Naegele.
Die Firma Kaiser war auch im Zweiten Weltkrieg in erheblichem Maße in Rüstungsproduktion eingebunden. Von 1945 bis 1947 erfolgten Demontagen durch die französischen Besatzer. Teile der Produktion wurden von der Maschinenfabrik Heinemann in St. Georgen übernommen.
Nach dem Zweiten Weltkrieg wurde das viel zu breite Produktangebot weiter geführt: Armbanduhren mit eigenen Werken, Wecker, Tisch- und Wanduhren, auch Jahresuhren und Kuckucksuhren wurden in den 1960er Jahren angeboten. Ferner wurden Kühlschränke und Fernsehgeräte entwickelt und hergestellt. In den 1960er Jahren beschäftigte Kaiser mit den Tochterfirmen ca. 2500 Mitarbeiter.
Die Entwicklungskosten der verschiedenen Bereiche ließen aber die Firma Kaiser immer mehr ausbluten und verhinderten den Aufbau wirklich rentabler Geschäftsbereiche. 1969 musste die Radio- und Fernsehabteilung an Grundig verkauft werden, die Kühlschrank-Produktion wurde eingestellt.
Trotz aller Rationalisierungs- und Kooperationsbemühungen musste die Firma Kaiser Mitte 1973 Konkurs anmelden.
Unter Konkursverwaltung wurde mit 150 Mitarbeitern noch einige Zeit weiter gearbeitet, aber im September 1975 erfolgte das endgültige Aus. Die Badische Uhrenfabrik Furtwangen wurde bis 1984 weitergeführt, fiel dann aber ebenfalls in Konkurs.
Im ehemaligen Verwaltungsgebäude der Firma Kaiser befindet sich heute u. a. das Finanzamt Villingen.
Die Villa der Familie Kaiser besteht noch in der Villinger Bernhard- und Kalkofenstrasse.